# Стадион Дан Палтинишану
Стадион Дан Пелтинишану (рум. Stadionul Dan Păltinişanu) је вишенаменски стадион у румунском граду Темишвару. Капацитет стадиона је 32.019 седећих мјеста, док је са стојећим местима, капацитет око 40.000 места. Стадион је отворен 1963. Био је изграђен за потребе Политехнике, фудбалског клуба, такође из Темишвара. Стадион је све до 2002. био кориштен за потребе тог клуба, који је тамо играо домаће утакмице.
Овај стадион је био највећи у Румунији, у периоду од 2007. до 2011, док је на месту старог грађен нови највећи стадион у Румунији, Национални стадион у Букурешту.